# Nasalis larvatus
La nasica (Nasalis larvatus (Wurmb, 1787)) è una scimmia del vecchio mondo della famiglia Cercopithecidae, sottofamiglia Colobinae, diffuso nelle foreste tropicali del Borneo. È l'unica specie del genere Nasalis.
Gli indonesiani la chiamano Monyet Belanda, ovvero "scimmia olandese", come forma di dileggio verso gli antichi colonizzatori olandesi, descritti come panciuti e dal naso molto pronunciato.

## Descrizione

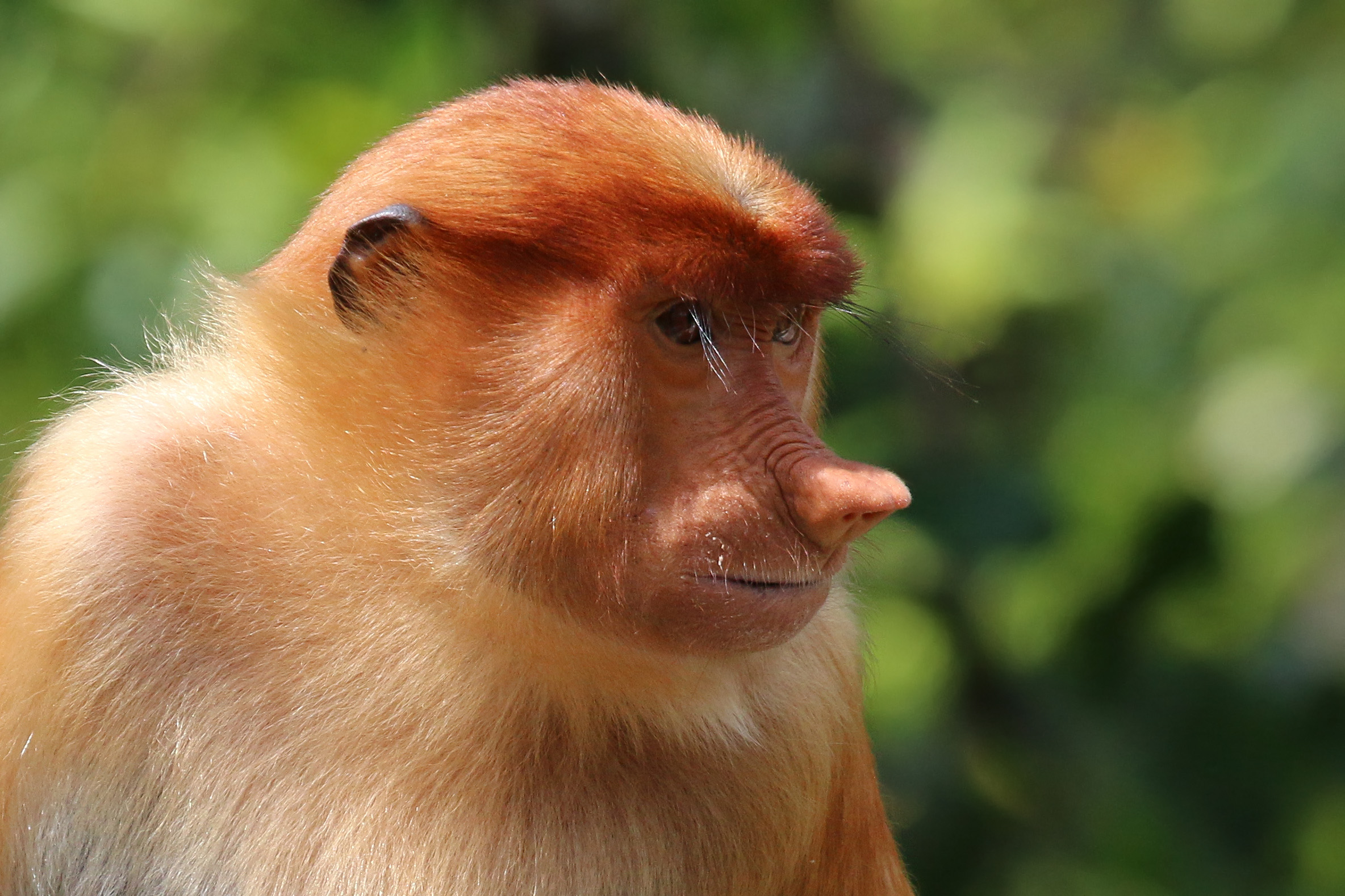
Femmina adulta

La caratteristica distintiva della specie è la grande appendice nasale pendula, particolarmente marcata negli individui adulti di sesso maschile nei quali, in età anziana, può raggiungere i diciassette centimetri.  La esatta funzione di un naso così grande non è chiara: secondo alcuni funge da richiamo sessuale, per altri è un meccanismo di dispersione del calore. Si comporta come una cassa di risonanza, conferendo al verso della nasica la sua profonda intonazione nasale, simile a quella di un basso. 

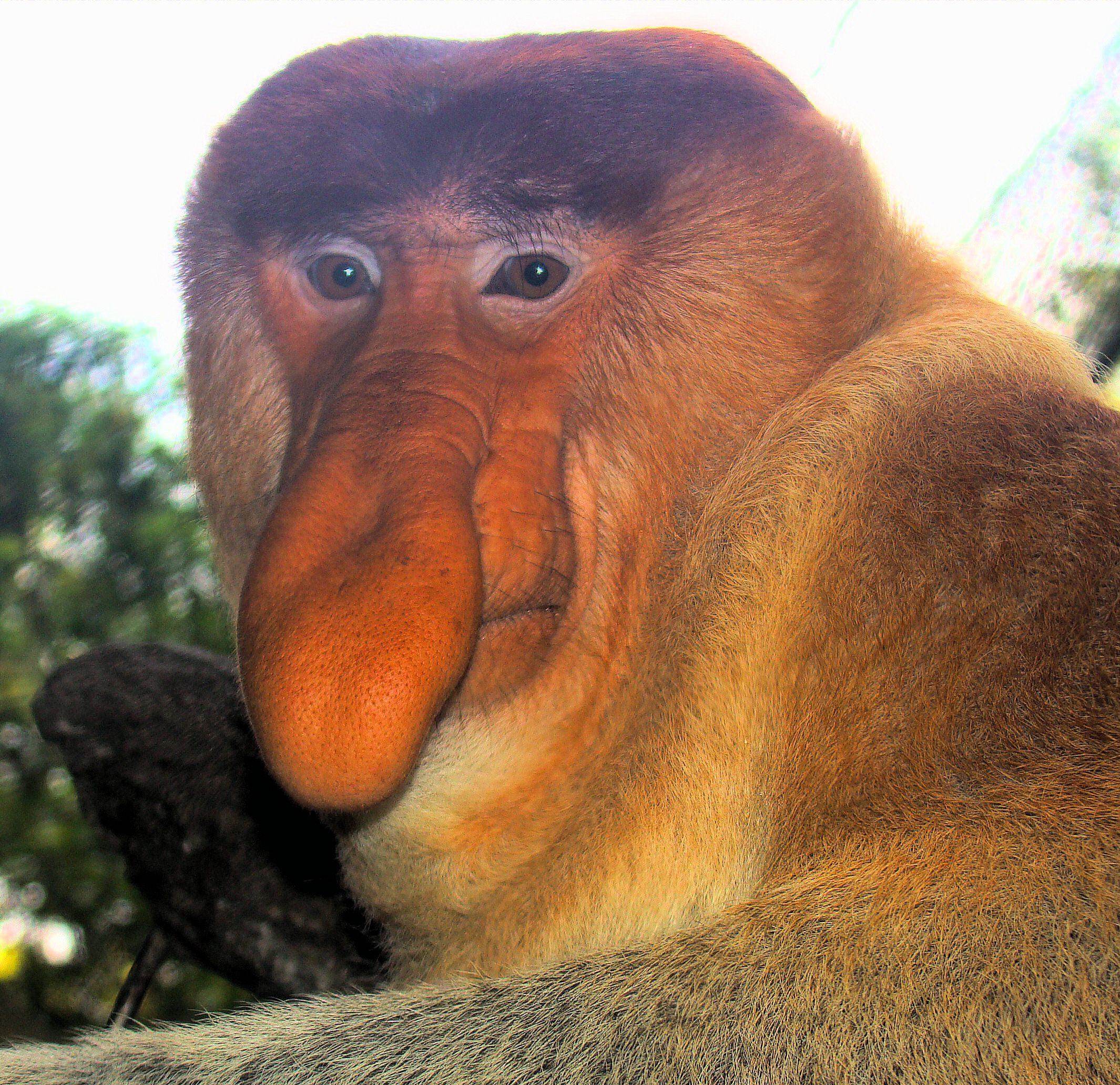
Primo piano di un maschio

Molto pronunciato è anche il ventre, piuttosto grasso, che possiede quattro scomparti ed è munito di una potente flora batterica capace di digerire la cellulosa ed annullare gli effetti nocivi di alcune tossine.
Il corpo del maschio ha una lunghezza di 70 cm, la coda 80 cm. La femmina, più piccola, possiede il naso all'insù.
Il pelo è folto e morbido: sul capo e intorno alle spalle assume una viva colorazione rosso-marrone, sul dorso e ai fianchi è giallo-pallido, sul petto e sul ventre si presenta invece giallo-rossiccio chiaro. Nella regione sacrale si nota una macchia bianco-grigiastra ben delimitata. Gli arti superiori sono rosso-giallastri, quelli inferiori grigio-cenere, come anche la lunga coda priva di ciuffo. Sulla scriminatura i capelli sono lunghi e folti. La barba è a collana, molto vistosa, di color giallo-chiaro e intorno alla gola forma una gorgiera. Le palme delle mani, nude, sono grigio-nere, come le callosità ischiatiche.
I piccoli alla nascita hanno un pelo quasi nero e il volto di colore azzurro.

## Biologia

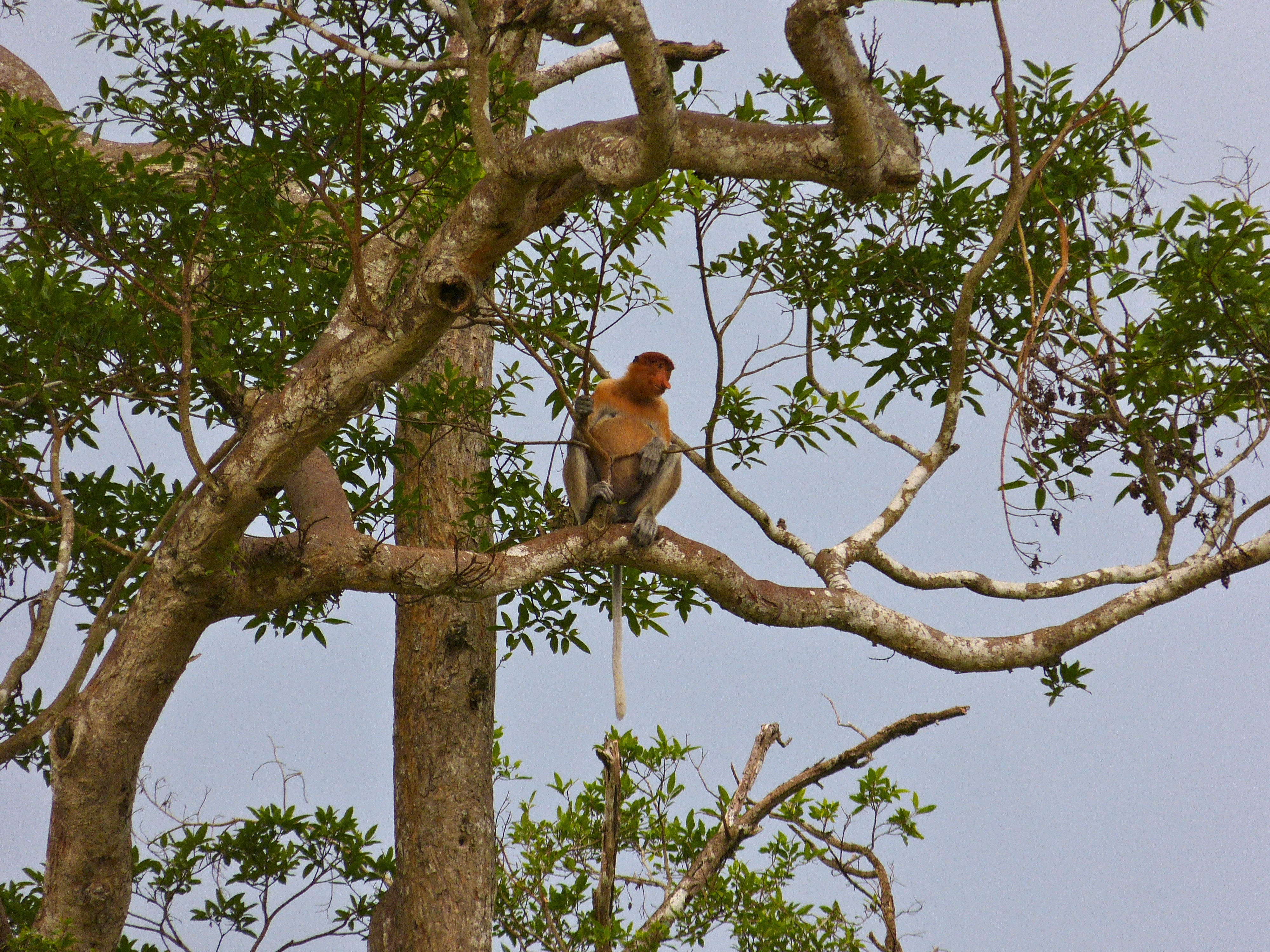
Un esemplare di nasica nel suo habitat naturale

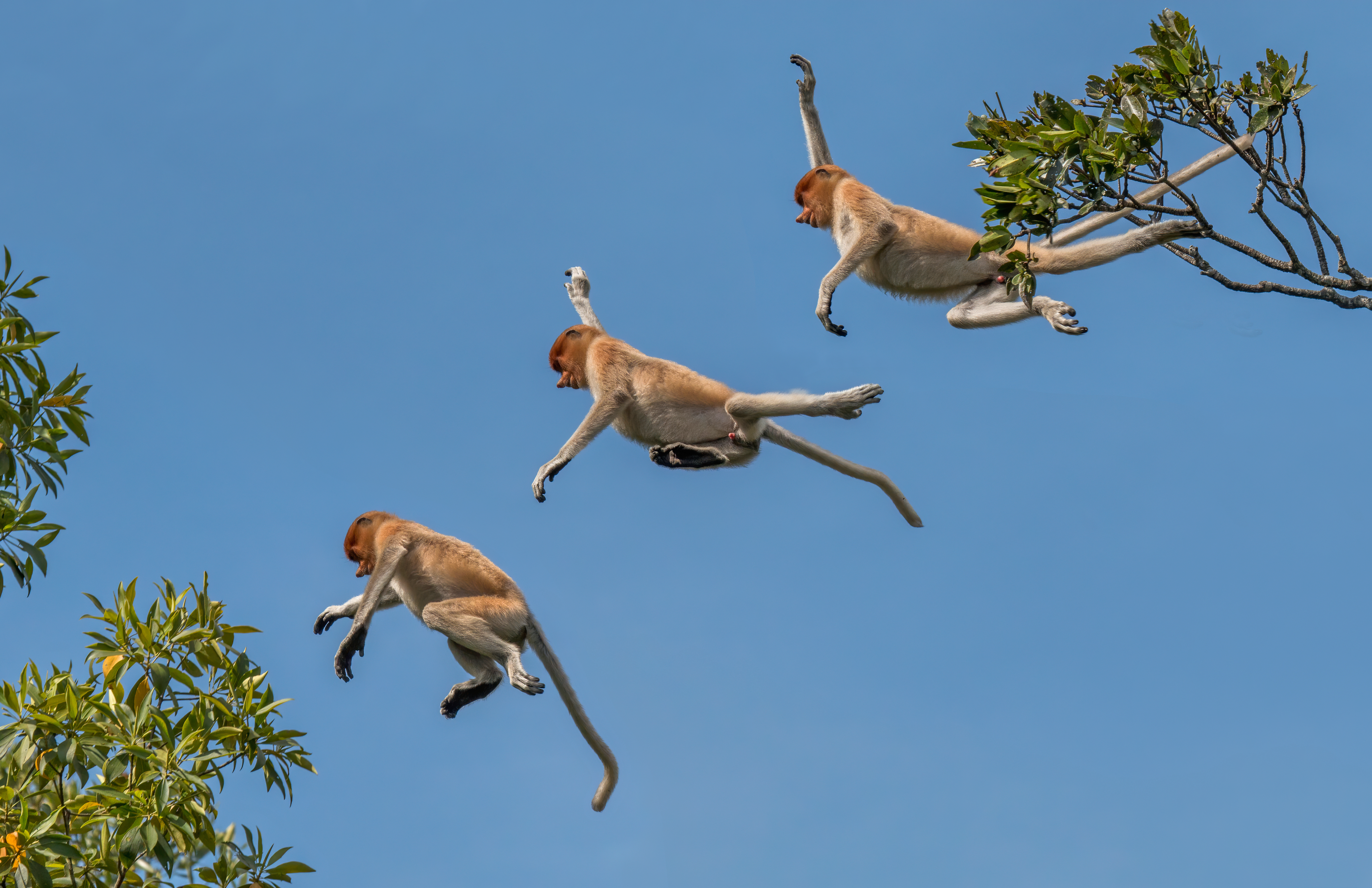
Il salto della nasica visto passo per passo

La nasica è una specie arboricola che trascorre volentieri il suo tempo sulle cime più elevate dei giganteschi alberi che popolano la foresta vergine.
Si nutre prevalentemente di foglie e frutta, anche quella meno matura.
È stato calcolato che questa scimmia trascorre il 20% del proprio tempo a nutrirsi ed il 75% a riposarsi, mentre il tempo dedicato alla socializzazione tramite contatto fisico (spidocchiamento, ecc.) è stimato in media tra lo 0,4% e il 2%. Secondo il primatologo Ikki Matsuda, le abitudini alimentari della nasica la obbligano ad impiegare una grande quantità di tempo per la digestione, riducendo sensibilmente le occasioni per dedicarsi ad attività differenti dal cibarsi o dal digerire.
Si sa che predilige il nuoto e i bagni di sole. La nasica sa tuffarsi e nuotare con grande abilità e ama l'acqua, in cui si diverte molto. Il grasso corporeo, accumulato principalmente nella zona del ventre, gli permette di restare a galla, mentre le dita degli arti inferiori presentano un accenno di palmatura. Alcuni testimoni riferiscono di aver visto esemplari di nasica nuotare sott'acqua per distanze fino a venti metri per evitare i predatori; riescono anche a tuffarsi da altezze di circa quindici metri.
Nell'atto di attraversare fiumi o piccoli corsi d'acqua, cercano sempre di passare nel punto dove l'acqua è più bassa, oppure - se è possibile - di evitare il contatto diretto con l'acqua, saltando da un ramo all'altro degli arbusti situati sulle rive opposte; se tuttavia la profondità dell'acqua è considerevole e la distanza dalle sponde del fiume è ingente, gli esemplari di nasica prediligono attraversare l'acqua in gruppo.
Per ridurre al minimo il rischio di essere predata, la nasica sceglie ogni notte un luogo differente dove riposare, prediligendo l'estremità dei rami che pendono sui fiumi; la scelta di simili giacigli è motivata dal fatto che, sentendo le vibrazioni causate dall'arrampicarsi di eventuali predatori, la nasica si sveglia in tempo per potersi tuffare direttamente in acqua e darsi alla fuga.
Durante il corteggiamento, gli esemplari maschi della nasica, nonostante si tratti di animali essenzialmente tranquilli, danno atto a prove di forza ed esibizioni di agilità, nella speranza di catturare le attenzioni di una femmina; il biologo Ramesh Boonratana, ad esempio, ha osservato in diverse occasioni che il maschio si pone a quattro zampe ed emette il verso caratteristico, aiutato nell'amplificarlo più che può dal caratteristico naso pendulo. Poi, salta sul fogliame e sui rami secchi, cercando di dare un'immagine di potenza.
La nasica riesce a saltare giù tra un ramo e i rami inferiori per un'altezza massima di venti metri e può saltare in orizzontale per una lunghezza massima di quattro.
Vive in piccoli branchi di 10-30 esemplari.

## Distribuzione e habitat
È diffusa nelle foreste tropicali del Borneo, in particolare nelle foreste di mangrovie in prossimità dei corsi di acqua.

## Conservazione
La popolazione attuale è stimata intorno ai 7 000 esemplari. In base ai criteri della IUCN Red List la specie è considerata in pericolo di estinzione (Endangered).
Si ritiene che il pericolo d'estinzione stimato per la nasica sia dovuto essenzialmente all'estendersi della maricultura dei gamberi, alla deforestazione a scopo abitativo, all'inquinamento ed all'innalzamento del mare.
È una specie protetta ed è inclusa nella Appendice I della Convention on International Trade of Endangered Species (CITES).
In cattività non è facile allevarla. Da qualche tempo comunque lo zoo di San Diego, in California, è riuscito ad allevare questo animale.